# Liste der Landschaftsschutzgebiete im Landkreis Heidekreis
Die Liste der Landschaftsschutzgebiete im Landkreis Heidekreis enthält die Landschaftsschutzgebiete des Landkreises Heidekreis in Niedersachsen.
| Bild | Nummer       | Bezeichnung des Gebietes         | Fläche in Hektar | WDPA-ID | Koordinaten | Datum der Verordnung |
| ---- | ------------ | -------------------------------- | ---------------- | ------- | ----------- | -------------------- |
|      | LSG HK 00002 | Gutspark Westendorf              | 3,00             | 321282  | Position    | 1950                 |
|      | LSG HK 00005 | Ehrenfriedhof Essel              | 35,00            | 320533  | Position    | 1948                 |
|      | LSG HK 00006 | Ausländerfriedhof Oerbke         | 40,00            | 319720  | Position    | 1950                 |
|      | LSG HK 00007 | Westenholzer und Esseler Bruch   | 3432,00          | 325808  | Position    | 1978                 |
|      | LSG HK 00008 | Der Reiherhorst bei Ahlden       | 50,00            | 320323  | Position    | 1957                 |
|      | LSG HK 00009 | Zwei Hügelgräber                 | 8,00             | 326006  | Position    | 1955                 |
|      | LSG HK 00010 | Hohes Leineufer                  | 4,00             | 321715  | Position    | 1958                 |
|      | LSG HK 00012 | Warnautal                        | 329,00           | 325653  | Position    | 1994                 |
|      | LSG HK 00013 | Bierder Koppel                   | 64,00            | 319928  | Position    | 1974                 |
|      | LSG HK 00014 | Kreuzförtsbach                   | 16,00            | 322329  | Position    | 1976                 |
|      | LSG HK 00015 | Krelinger Heide                  | 173,00           | 322320  | Position    | 1976                 |
|      | LSG HK 00016 | Böhmetal                         | 3503,20          | 320014  | Position    | 1976                 |
|      | LSG HK 00017 | Borsteler Kuhlen und Brunautal   | 179,00           | 320038  | Position    | 1941                 |
|      | LSG HK 00018 | Ihl-Rihn und Lohmoor             | 25,00            | 321871  | Position    | 1941                 |
|      | LSG HK 00019 | Große Heide bei Bispingen        | 120,00           | 321181  | Position    | 1938                 |
|      | LSG HK 00020 | Der Barbusch und Vossberg        | 251,00           | 320316  | Position    | 1941                 |
|      | LSG HK 00022 | Ahlftener Flatt                  | 35,00            | 319455  | Position    | 1941                 |
|      | LSG HK 00023 | Riensheide                       | 728,00           | 323889  | Position    | 1941                 |
|      | LSG HK 00024 | Brock bei Leitzingen             | 10,00            | 320095  | Position    | 1941                 |
|      | LSG HK 00025 | Umgebung des Höllenberges        | 4,00             | 325290  | Position    | 1941                 |
|      | LSG HK 00026 | Höpener Heide und Höpener Berg   | 183,00           | 321755  | Position    | 1941                 |
|      | LSG HK 00027 | Barrler Dünen und Wacholderheide | 76,00            | 319794  | Position    | 1941                 |
|      | LSG HK 00028 | Oeninger Bruch                   | 177,00           | 323458  | Position    | 1941                 |
|      | LSG HK 00029 | Heide am Poggenberg              | 17,00            | 321501  | Position    | 1941                 |
|      | LSG HK 00030 | Wilde Berge und Umgebung         | 337,50           | 325884  | Position    | 1941                 |
|      | LSG HK 00031 | Ehrenfriedhof                    | 15,00            | 320532  | Position    | 1956                 |
|      | LSG HK 00032 | Bomlitztal                       | 195,00           | 320026  | Position    | 1984                 |
|      | LSG HK 00033 | Allernbachtal                    | 22,00            | 319487  | Position    | 1984                 |
|      | LSG HK 00034 | Hahnenbachtal                    | 364,00           | 321312  | Position    | 1984                 |
|      | LSG HK 00036 | Munster-Oerrel                   | 3462,50          | 323099  | Position    | 1986                 |
|      | LSG HK 00037 | Jordanbach                       | 146,00           | 322007  | Position    | 1988                 |
|      | LSG HK 00038 | Vethbach                         | 87,00            | 325405  | Position    | 1988                 |
|      | LSG HK 00039 | Jettebruch                       | 236,00           | 322001  | Position    | 1989                 |
|      | LSG HK 00040 | Steinförthsbach                  | 400,00           | 324818  | Position    | 1992                 |
|      | LSG HK 00041 | Lehrdetal                        | 1000,00          | 322555  | Position    | 1992                 |
|      | LSG HK 00042 | Oberes Böhmetal                  | 481,00           | 323363  | Position    | 1995                 |
|      | LSG HK 00043 | Kiessee bei Bothmer              | 30,00            | 322120  | Position    | 1998                 |